# Experimenteel constructiebureau
Een experimenteel constructiebureau (Russisch: опытно-конструкторское бюро (ОКБ), ópitno-konstrúktorskoje bjuró, OKB) was een soort zelfstandig ontwerpteam ten tijde van de Sovjet-Unie. OKB's werden opgericht om geavanceerde technologieën te ontwikkelen zoals vliegtuigen, raketten en onderzeeboten. Ze werden officieel aangegeven met een nummer, hoewel later een aantal bureaus de naam van hun hoofdontwerper overnamen.
Het bekendst waren de OKB's uit de luchtvaartsector. Onder andere Antonov en Toepolev zijn op deze wijze ontstaan. De OKB's hadden de middelen om prototypes te bouwen, waarna de fabricage van productieversies uitbesteed werd aan fabrieken die soms aan de andere kant van het land lagen.
Ook voor ontwikkeling van onderzeeboten waren speciale bureaus die gevestigd waren op of bij scheepswerven. Het eerste technisch bureau voor speciale scheepsbouw (TsKB) ontstond in 1931 uit een algemeen technisch bureau dat van 1926 tot 1928 aan het ontwerp van de Decembrist-klasse onderzeeboten had gewerkt.
Na de perestrojka werden de OKB's commerciële bedrijven en gingen ze veelal samen met de fabrieken die eerst hun productieversies maakten. Omdat meerdere fabrieken produceerden voor een bureau leidde dit tot hevige concurrentie onderling.

## Lijst van OKB's
| Nummer           | Naam                   | Technologie                | Opgericht        |
| ---------------- | ---------------------- | -------------------------- | ---------------- |
| OKB-1            | Korolov (Королёв)      | Ballistische raketten      |                  |
| OKB-1 afdeling 3 | Kozlov (Козлёв)        | Ruimtevaart                | 1959, 23 juli    |
| OKB-2            | Isajev (Исайев)        | Raketmotoren               | 1943, 25 mei     |
| OKB-10           | Resjetnev              | Ruimtevaart                | 1959, 4 juni     |
| OKB-15           | Sjpitalni              | Machinegeweren             |                  |
| OKB-16           | Noedelman              | Snelvuurkanonnen           |                  |
| OKB-19           | Sjvetsov               | Vliegtuigmotoren           |                  |
| OKB-23           | Mjasisjtsjev (Мясищев) | Bommenwerpers              | 1951, 24 maart   |
| OKB-51           | Soechoj (Сухой)        | Vliegtuigen                |                  |
| OKB-52           | Tsjelomei (Челомеи)    | Ballistische raketten      |                  |
| OKB-154          | Kosberg                | Raketmotoren               | 1941, 17 oktober |
| OKB-155          | Mikojan (Микояна)      | Vliegtuigen                | 1939, 8 december |
| OKB-156          | Toepolev (Туполев)     | Vliegtuigen                | 1922, 22 oktober |
| OKB-196          | ?                      |                            |                  |
| OKB-256          | Tsybin                 | Ruimtevaartuigen           | 1955, mei        |
| OKB-276          | Koeznetsov             | Vliegtuig- en raketmotoren | 1946, april      |
| OKB-300          | Toemanski              | Raketmotoren               | 1943             |
| OKB-456          | Glusjko (Глушко)       | Raketmotoren               | 1946             |
| OKB-586          | Jangel (Йангел)        | Ballistische raketten      | 1951, 9 mei      |
| OKB-?            | Fakel (Йангел)         | Raketmotoren               | 1955             |